# Elektronenstrahllithografie
Die Elektronenstrahllithografie (kurz ESL; englisch electron beam lithography, oft als e-beam lithography abgekürzt) ist in der Mikro- und Halbleitertechnik ein spezielles Verfahren zur Strukturierung einer Elektronenstrahl-empfindlichen Schicht (engl. resist, in Analogie zur Fotolithografie auch Fotolack genannt). Das Verfahren gehört zur Gruppe der Next-Generation-Lithografie und ist eng verwandt mit der Ionenstrahllithografie. Durch die „Belichtung“ mit einem Elektronenstrahl wird der Resist chemisch geändert, so dass er lokal gelöst werden kann (Entwicklung) und eine strukturierte Resistschicht entsteht. Die Struktur kann anschließend auf eine Schicht aus einem anderen Material übertragen werden, z. B. durch Ätzen einer darunterliegenden Schicht oder durch selektive Abscheidung eines Materials auf dem Resist. Der wesentliche Vorteil des Verfahrens ist, dass Strukturen mit deutlich geringeren Abmessungen (im Nanometerbereich) als bei der Fotolithografie hergestellt werden können.
Das Verfahren besitzt große Bedeutung bei der Herstellung von mikroelektronischen Schaltkreisen für moderne elektronische Geräte und wird vor allem bei der Herstellung der bei der Fotolithografie eingesetzten Fotomasken verwendet. Es kann aber auch als maskenloses Lithografieverfahren für die Strukturierung von Schichten bzw. Wafern in der Prototypen- oder Kleinserienherstellung eingesetzt werden. Die Elektronenstrahllithografie wird auch in der Großserienproduktion als Nachfolgeverfahren für heutige (Stand 2011) Fotolithografie auf Basis von Excimerlasern gehandelt. Die langen Prozesszeiten aktueller Techniken, bei denen der Elektronenstrahl beispielsweise über das Substrat gerastert wird, sind jedoch nicht wirtschaftlich und führen auch zu technischen Problemen, z. B. Instabilitäten beim Elektronenstrahl.

## Energieabgabe von Elektronen in Materie

### Streuung
Elektronen sind Teilchen mit einer relativ geringen Masse im Vergleich mit den Atomkernen. Treffen Elektronen aus einem einfallenden Strahl (Primärelektronen) mit hoher Energie (typischerweise 10–50 keV) auf den Resist, erfahren diese im Material sowohl eine Vorwärts- als auch eine Rückstreuung. Unter der Vorwärtsstreuung versteht man eine Ablenkung der Elektronen von weniger als 90° in Einfallsrichtung. Die Streuung bewirkt unter anderem eine Aufweitung des Strahldurchmessers und führt somit zu einer effektiven Verschlechterung des Auflösungsvermögens, diese ist aber geringer als durch die Erzeugung von Sekundärelektronen. Manchmal werden die Primärelektronen in einem Winkel von mehr als 90 Grad gestreut, das heißt, sie werden nicht weiter im Substrat gestreut. Diese Elektronen werden rückgestreute Elektronen (engl. backscattered electrons) genannt und haben die gleiche Wirkung wie langreichweitige Linsenstreueffekte (engl. lens flare) von optischen Projektionssystemen. Eine ausreichend große Dosis von rückgestreuten Elektronen kann zu einer vollständigen Belichtung eines Bereichs deutlich größer als der Strahlquerschnitt im Fokus führen.

### Erzeugung von Sekundärelektronen
Neben der elastischen Streuung im Resist bzw. Substrat erfahren die Primärelektronen beim Eintritt bzw. Durchqueren eines Materials wie dem Resist inelastische Streuung oder Kollisionen mit anderen Elektronen (z. B. den Elektronen der Gitteratome). Bei einem solchen Zusammenstoß verlieren die Primärelektronen Energie durch eine Impulsübertragung vom einfallenden Elektron auf das andere Elektron und kann über den Zusammenhang {\displaystyle dp=2e^{2}/bv} beschrieben werden, wobei {\displaystyle b} der Abstand der größte Annäherung zwischen den Elektronen, und {\displaystyle v} die Geschwindigkeit des einfallenden Elektrons ist. Die Energie, die durch die Kollision übertragen wird, kann über den Zusammenhang {\displaystyle T=(dp)^{2}/2m=e^{4}/Eb^{2}} beschrieben werden, wobei {\displaystyle m} die Masse des Elektrons, {\displaystyle e} die Elementarladung und {\displaystyle E} die Elektronenenergie, entspricht {\displaystyle E=(1/2)mv^{2}}, ist. Durch die Integration über alle Werte von {\displaystyle T} zwischen der niedrigsten Bindungsenergie {\displaystyle E_{\text{o}}} und der einfallenden Energie erhält man als Ergebnis, dass der Gesamtquerschnitt eines Zusammenstoßes umgekehrt proportional zur einfallenden Energie {\displaystyle E} und proportional zu {\displaystyle 1/E_{\text{o}}-1/E} ist. Im Allgemeinen gilt {\displaystyle E\gg E_{\text{o}}}, so ist das Ergebnis im Wesentlichen umgekehrt proportional zur Bindungsenergie.
Durch Verwendung des gleichen Integrationsansatzes, aber über den Bereich {\displaystyle 2E_{\text{o}}} bis {\displaystyle E} erhält man durch Vergleich der Querschnitte, dass die Hälfte der inelastischen Kollisionen der einfallenden Elektronen weitere Elektronen mit einer kinetischen Energie größer als {\displaystyle E_{o}} erzeugen. Diese Sekundärelektronen genannten Elektronen sind ebenfalls in der Lage chemische Bindungen (mit einer Bindungsenergie {\displaystyle E_{\text{o}}}) aufzubrechen, auch in einiger Entfernung von der ursprünglichen Kollision. Darüber hinaus können sie Elektronen mit geringerer Energie erzeugen, das heißt, es entsteht einer Elektronenkaskade. Es ist daher wichtig, den Beitrag der Sekundärelektronen bei der Ausbreitung des Energieeintrags zu beachten.

### Auflösungsvermögen
Anders als bei der optischen Lithografie ist die Elektronenstrahllithografie praktisch nicht durch die Wellenlänge der verwendeten Teilchen begrenzt. So liegt die Wellenlänge von Elektronen mit einer Energie von ca. 25 keV bei ungefähr 8 Pikometern, was ungefähr einem Zwölftel des Wasserstoffatomdurchmessers entspricht. Das Auflösungsvermögen hängt daher eher vom verwendeten Strahldurchmesser ab, der wiederum durch die Elektronenquelle, der Aberration der Elektronenoptik und den Wechselwirkungen in einem hochkollimierten Elektronenstrahl begrenzt wird. Mit heutigen Elektronenoptiken können Elektronenstrahlen mit Querschnitten von wenigen Nanometern erzeugt werden. Allerdings wird die praktische Auflösungsgrenze nicht ausschließlich durch den Strahldurchmesser bestimmt, sondern auch durch Vorwärtsstreuung im Resist und vor allem den Sekundärelektronen, die sich im Resist bewegen. Die Vorwärtsstreuung kann durch die Nutzung von höheren Elektronenenergien oder dünner Resistschichten verringert werden, die Erzeugung von Sekundärelektronen ist jedoch unvermeidlich. Die Wegstrecke eines Sekundärelektrons ist kein allgemein berechenbarer Wert, sondern ein statistischer Parameter, der anhand von vielen Experimenten oder Monte-Carlo-Simulationen mit Energie kleiner 1 eV bestimmt werden kann. Dies ist notwendig, da der Spitzenwert in der Energieverteilung der Sekundärelektronen deutlich unter 10 eV liegt.Wiederholbarkeit und Kontrolle bei der praktischen Auflösungsgrenze erfordern oft die Berücksichtigung von Einflüssen, die nicht mit der Bildentstehung im Zusammenhang stehen, z. B. Resistentwicklung und zwischenmolekulare Kräfte.

### Schreibzeit
Die minimale Belichtungszeit für einen bestimmten Bereich bei einer gegebenen Bestrahlungsdosis wird durch die folgende Formel beschrieben:
{\displaystyle \mathrm {Dosis\cdot Fl{\ddot {a}}che=Strahlstrom\cdot Belichtungszeit} } {\displaystyle =\mathrm {Gesamtladung\ der\ einfallenden\ Elektronen} }
Zum Beispiel beträgt die minimale Belichtungszeit für eine Fläche von 1 cm², einer Dosis von 10−3 C/cm² und einem Strahlstrom von 10−9 A ca. 106 s (ca. 12 Tage). Diese minimale Schreibzeit beinhaltet nicht die Zeit für Bewegung der Substrathalterung, der Strahl ausgeblendet ist sowie weitere mögliche technische Korrekturen und Anpassungen während des Schreibens. Um die 700 cm² große Oberfläche eines 300-mm-Silizium-Wafers abzudecken, würde sich die minimale Schreibzeit auf 7·108 Sekunden, etwa 22 Jahre, verlängern. Es ist klar, dass hierbei der Durchsatz eine ernsthafte Einschränkung für Elektronenstrahllithografie darstellt, vor allem beim Belichten von dichten Strukturen auf einer großen Fläche. Direktschreibverfahren mit nur einem Strahl sind daher für die Hochvolumenproduktion nicht geeignet. Denn um einem einzigen Wafer ein Muster mit einer Sub-100-nm-Auflösung mit der Elektronenstrahllithografie zu belichten, wären in der Regel mehrere Tage notwendig, im Vergleich dazu benötigen heutige 193-nm-Fotolithografiesysteme weniger als eine Minute für dieselbe Aufgabe.

### Proximity-Effekt
Die kleinsten durch Elektronenstrahllithografie hergestellten Strukturen sind in der Regel isolierte Strukturen, da die Herstellung von dicht zusammenstehenden Strukturen (meist Linien) durch den Proximity-Effekt (eingedeutscht von engl. proximity effect: dt. ‚Nachbarschaft-Effekt‘) erschwert wird. Der Proximity-Effekt beschreibt das Übersprechen von Elektronen bei der Belichtung, das heißt, Elektronen, die zur Belichtung einer bestimmten Struktur „vorgesehen“ waren, überstrahlen den vorgesehenen Bereich und tragen zur Belichtung angrenzender Bereiche bei. Dies führt zu einer Vergrößerung der geschriebenen Strukturen, erweitert effektiv ihr Bild und führt zu einer Verringerung des Kontrasts, d. h. der Differenz zwischen maximaler und minimaler Intensität in einem Bereich. Daher ist die Belichtung bzw. Auflösung von dichten Strukturen schwerer zu kontrollieren. Mit den meisten Resisten ist es daher schwierig Linien und Gräben kleiner 25 nm herzustellen; die untere Grenze liegt derzeit bei 20 nm.
Die Hauptursache für die Proximity-Effekte ist die Streuung von Elektronen aufgrund der elektrischen Wechselwirkung der negativ geladenen Elektronen untereinander. Das Problem kann aber durch eine zuvor berechnete Korrektur der Belichtungsfunktion {\displaystyle E(x,y)} verringert werden. Sie ermöglicht eine Dosisverteilung so nah wie möglich an der gewünschten Dosis {\displaystyle D(x,y)}

### Elektrostatische Aufladung durch Elektronen
Trifft ein hochenergetischer Elektronenstrahl auf ein Substrat, stoppt dieses einen Teil der Elektronen. Da Elektronen geladene Teilchen sind, neigen sie dazu, das Substrat negativ aufzuladen, wenn sie nicht schnell in Richtung Masse abgeführt werden. Für gering leitfähige Substrate wie einem Silizium-Wafer stellt dies meist kein Problem dar. Anders liegt der Fall bei nicht oder schlecht leitenden Substraten, wie den für Fotomasken eingesetzten Quarz-Substraten. Oft geht eine negative Aufladung innerhalb des Substrats mit einer positiven Gegenaufladung an der Oberfläche einher, die vor allem durch Sekundärelektronenemission ins Vakuum bewirkt wird. Der Bereich für die Emission von niederenergetischen Sekundärelektronen (die größte Komponente von freien Elektronen im Resist-Substrat-System), der zur Aufladung beitragen kann, liegt zwischen 0 und 50 nm unterhalb der Oberfläche. Die Aufladung des Resists bzw. des Substrats ist Allgemein nicht wiederholbar und daher schwer zu kompensieren. Positive Aufladungen sind hierbei weniger schlimm als negative Aufladung, da letztere den Elektronenstrahl bei der Belichtung von der gewünschten Lage ablenken kann.
Ähnliche Effekte treten auch bei der Rasterelektronenmikroskopie auf, wo sie zu einem Kontrastverlust und geringeren Auflösungsvermögen führen. Dort behilft man sich mit dem Auftrag von einer dünnen leitfähigen Schicht auf die Probe. Bei der ESL sind solche leitfähigen Schicht über oder unter dem Resist in der Regel nur von begrenztem Nutzen, da hochenergetische (50 keV oder mehr) Elektronenstrahlen meisten die Schichten relativ ungehindert passieren und sich weiterhin im Substrat ansammeln können. Bei niederenergetischen Strahlen ist der Einsatz hingegen durchaus effektiv und sinnvoll.

## Elektronenstrahllithografiesysteme
Elektronenstrahllithografiesysteme bestehen im Wesentlichen aus einer Elektronenquelle, einem elektronenoptischen System und der Ablenkungs- bzw. Projektionseinheit (Fokussierung). Aufgrund der linearen Anordnung der Bauteile wird der gesamte Aufbau auch als Säule bezeichnet.
Systeme mit niedriger Auflösung können Glühkathoden nutzen, meist auf Basis von Lanthanhexaborid (LaB6). Systeme mit höherer Auflösung erfordern hingegen Feldemissionsquellen, wie beheizte W/ZrO2, für einen geringeren Energieverbrauch und verbesserte Intensität. Hierbei werden thermische Feldemissionsquellen trotz ihrer etwas größeren Strahlgröße gegenüber kalten Emissionsquellen bevorzugt, denn sie bieten bessere Stabilität beim Schreiben über längere Zeit (mehreren Stunden).
Für die Konzentration und Fokussierung der Elektronenstrahlen sind spezielle Anlagenteile notwendig, die in Analogie zur Optik oft als Linsensystem bezeichnet werden. In ESL-Systemen können sowohl elektrostatische als auch magnetische Linsen verwendet werden. Allerdings zeigen elektrostatische Linsen eine größere Aberration und sind damit nicht für Feinfokussierung geeignet. Denn derzeit gibt es keine Techniken für die Herstellung von achromatischen Elektronenstrahllinsen, so dass Elektronenstrahlen mit einer extrem schmalen Energiedispersion für feinste Fokussierung benötigt sind.
Für sehr kleine Ablenkung des Elektronenstrahls werden typischerweise elektrostatische Systeme eingesetzt, größere Strahlablenkungen erfordern elektromagnetische Systeme. Wegen der Ungenauigkeit und der endlichen Anzahl von Belichtungsschritten liegt das Belichtungsfeld in der Größenordnung von 100 bis 1000 µm. Größere Muster verlangen eine Bewegung der Substratauflage (engl. stage bzw. chuck), die hinsichtlich der Aneinandersetzung der Muster und der Ausrichten eines Musters auf einer Ebene gegenüber der vorhergehenden Ebene besonders hohen Anforderungen genügen muss, vgl. Overlay (Halbleitertechnik).
Die für kommerzielle Anwendungen eingesetzten ESL-Systeme sind zweckgebundenen, beispielsweise für die Fotomaskenherstellung, und sehr teuer (über 4 Mio. USD). Bei Geräten für Forschungsanwendungen handelt es sich hingegen häufig um modifizierte Elektronenmikroskope, die vergleichsweise kostengünstig (weniger als 100 Tsd. USD) in ein ESL-System umgebaut wurden. Dies schlägt sich auch in den erreichbaren Ergebnissen nieder, so konnten mit den zweckgebundenen Systemen bereits Strukturgrößen von 10 nm und kleiner abgebildet werden. Mit Forschungsgeräten auf Basis von Elektronenmikroskopen sind hingegen nur Größen von ca. 20 nm abbildbar.

## Elektronenstrahllacke (Resiste)
Eines der ersten und heute immer noch genutzten Lacke sind kurzkettige als auch langkettige Polymethylmethacrylate (PMMA-Resist, Sensitivität bei 100 keV ca. 0,8–0,9 C/cm²). Dabei handelt es sich in der Regel um einen Einkomponentenlack. Demgegenüber gibt es ähnlich wie bei normalen Fotolacken auch Mehrkomponentenlacke, bei denen neben der elektronensensitiven Komponente beispielsweise Substanzen beigemischt werden, die für eine stärkere Vernetzung des Lacks nach der Belichtung sorgen (sogenannte chemisch verstärkte Lacke).
Des Weiteren wird nach elektronenempfindlichen oder chemisch stabileren Lacken gesucht, um beispielsweise kürzere Belichtungszeiten zu ermöglichen. Zu den elektronenempfindlichen Lacken zählen u. a. Wasserstoff-Silsesquioxan(engl. hydrogen silsesquioxane, HSQ, ca. 1 C/cm² @ 100 keV) oder Calixarene (ca. 10 C/cm² und größer @ 100 keV). Anders als bei PMMA sind diese beiden Lacke Negativlacke, das heißt, die belichteten Bereiche bleiben nach der Entwicklung des Lacks auf dem Wafer.

## Verfahren
ESL-Systeme umfassen sowohl maskenlose als auch maskenbasierte Verfahren. Beide Verfahrensgruppen lassen nochmals in diverse Untertechniken gliedern.
Die maskenlosen Verfahren, also das direkte Schreiben mit einem geführten Elektronenstrahl, können sowohl nach der Strahlform als auch der Strategie der Strahlablenkung klassifiziert werden. Ältere Systeme verwenden Gaußstrahl-förmige Elektronenstrahlen, die über das Substrat geführt wird (Raster-Modus). Neuere Systeme verwenden geformte Strahlen, das heißt Strahlen denen über eine Maske ein gewünschter geometrischer Querschnitt aufgeprägt wurde, und deren Ablenkung auf verschiedene Positionen im „Schriftfeld“ (Vektor-Scan-Modus).
Die maskenbasierten Verfahren ähneln der konventionellen Fotolithografie. Auch bei der ESL gibt es spezifische Proximity-Bestrahlungstechniken wie die 1:1-Projektion oder Projektionen, bei denen die Strukturen der Maske verkleinert wird.

### Maskenlose Techniken
Beim direkten Schreiben der Informationen in den Resist wird ein Elektronenstrahl ohne Maske abgebildet. Dazu wird der Strahl gemäß der gewünschten Maskenstruktur über das Substrat geführt. Die notwendige Ablenkung wird über elektrostatische Wechselwirkungen der Elektronen erreicht.

#### Raster- und Vector-Scan-Prinzip
Beim Raster-Scan-Prinzip wird der Elektronenstrahl zeilenweise über das Belichtungsfeld geführt. Dies ist vergleichbar mit der Strahlführung in einem Röhrenmonitor oder einem Rasterelektronenmikroskop. Die Belichtung der Strukturen erfolgt über gezieltes Ein- und Ausschalten des Elektronenstrahls.
Der XY-Tisch der Substratauflage wird dabei in der Regel kontinuierlich bewegt. 
Im Unterschied dazu, wird beim Vector-Scan-Prinzip der Strahl gezielt auf die zu belichtende Struktur im Belichtungsfeld abgelenkt und dort in einer mäander- oder spiralförmigen Bewegung des Elektronenstrahls geschrieben. Nachdem alle Strukturen im Ablenkfeld belichtet wurden, fährt der X-Y-Tisch zur nächsten Position, ähnlich wie beim Step-and-Repeat-Verfahren heutiger Fotolithografieanlagen erfolgt. Dieses Prinzip bringt vor allem in wenig strukturierten Bereichen einen deutlichen Vorteil hinsichtlich der Prozesszeit mit sich.

#### Strahlform
Sowohl beim Raster- als auch beim Vector-Scan-Prinzip können unterschiedlich geformte Elektronenstrahlen genutzt werden. Sie werden hinsichtlich der Energieverteilung (im Strahlquerschnitt) in folgende Typen eingeteilt:
1. festgeformte Strahlen (engl. fixed-shaped beam)
  1. runde Strahlen
  2. Gaußstrahlen (engl. gaussian round-beam, gaußförmiger Energieverteilung)
  3. quadratisch geformter Strahl (engl. square-beam)
  4. runder Spot mit gleichmäßiger Energieverteilung (engl. round-beam)
2. variabel geformter Strahl (engl. variabel-shaped beam), dabei handelt es sich meist um Vier- und Dreiecke unterschiedlicher Größe und Gestalt

Die Strahlform wird über eine Apertur bzw. strukturierte Aperturplatten erzeugt. Letztere kann man sich als einfache Lochblenden mit bestimmter Geometrie vorstellen.

### Maskenbasierte Techniken
Die maskenlose Techniken weisen einen wesentlichen Nachteil auf, die langen Schreibzeiten pro Wafer. Um die ESL auch für die Großserienproduktion attraktiv zu machen, wurden alternative Techniken entwickelt, z. B. Vielfachstrahlschreiber. Interessant sind aber auch maskenbasierte Techniken, wie sie bereits in der konventionellen Fotolithografie eingesetzt werden. Elektronenstrahlen bieten hier gegenüber eine Belichtung mit Licht einen bedeutenden Vorteil, sie zeigen aufgrund ihrer sehr geringen Wellenlänge (De-Broglie-Wellenlänge) keine praktisch relevanten Beugungseffekte, die eine Übertragung von Strukturen von einer Maske in den Resist stören würden.
Die Belichtung erfolgt über eine Schattenprojektion der Maskenstrukturen mithilfe eines parallelen Elektronenstrahls. Bei den Masken handelt es sich entweder um Transmissionsmasken, in denen die Strukturen „herausgestanzt“ wurden (engl. stencil mask), oder um Masken, bei denen auf einem elektronenstrahltransparenten Substrat eine absorbierende Schicht aufgetragen und strukturiert wurde, ähnlich gängigen Fotomasken. Nach der Belichtung wird das Belichtungsfeld im Step-and-Repeat-Verfahren zur nächsten Belichtungsposition auf dem Wafer bzw. Substrat verschoben.

#### SCALPEL
SCALPEL (Scattering with Angular Limitation Projection Electron-beam Lithography) ist eine weitere maskenbasierte Technik, die eine Streumaske auf einer für Elektronen transparenten Folie nutzt. Ähnlich wie bei der konventionellen Fotolithografie werden durch die Maske bestimmte Teile vom Elektronenstrahl abgeschattet. Dazu wird eine Streuschicht eingesetzt, die auftreffende Elektronen stark ablenkt. Sie werden anschließend über eine Aperturblende ausgeblendet. Der Vorteil einer Streuschicht gegenüber einer Absorption der Elektronen besteht zum einen in der deutlich geringeren Aufladung, zum anderen in einer geringeren Erwärmung der Maske.

### Beispiel für einen Prozessablauf
Das folgende Beispiel zeigt anhand der Abbildungen, wie mittels Elektronenstrahllithografie eine Nanobrücke aus Metall für bestimmte Bruchkontaktexperimente hergestellt werden kann. Für das Experiment ist ein elastisches Substrat aus Bronzeblech notwendig, sowie eine freistehende Metallbrücke mit einer Sollbruchstelle, die beim Biegen des Substrats langsam einreißt. Die Struktur dient in der Grundlagenforschung der Erzeugung von Ein-Atom-Kontakten. Zur Herstellung eignet sich in dieser Anwendung besonders die Raster-Elektronenstrahllithographie, da nur wenige Proben als Forschungsobjekte benötigt werden und die erforderliche Strukturgröße mit einer 100 nm breiten Engstelle mit optischen Lithografieverfahren normalerweise nicht erreicht wird.

Schritt 1: Vorbereiten des Bronzesubstrats.
Schritt 2: Opferschicht aus Polyimid, aufgebracht durch Rotationsbeschichtung und einen Ausheizvorgang.
Schritt 3: Aufbringen eines weichen Elektronenstrahllacks als Pufferschicht (Rotationsbeschichtung + Trocknen).
Schritt 4: Aufbringen eines harten PMMA-Lacks als Bedampfungsmaske (Rotationsbeschichtung + Trocknen).
Schritt 5: Belichten mit dem Elektronenstrahl eines Rasterelektronen-mikroskops (REM).
Schritt 6: Entwickeln in einer Entwicklerflüssigkeit, die die belichteten Stellen auflöst (Positiv-Lack).
Schritt 7: Bedampfen mit Metall, z. B. Aluminium. Die Pufferschicht führt zu wohldefinierten Metallkanten ohne Berührung zum Lack.
Schritt 8: Lift-Off des unerwünschten Metalls in einem Lösungsmittel (Aceton).
Schritt 9: Freistellen der Nanobrücke durch teilweises Entfernen der Opferschicht im Reaktive-Ionen-Plasma (RIE).
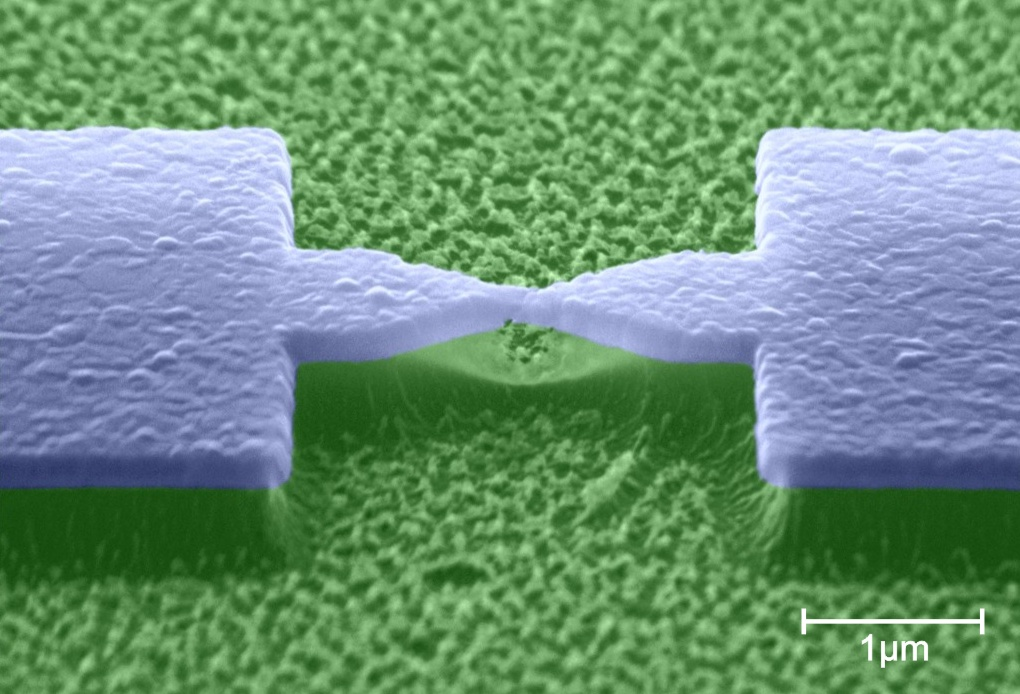
Fertige Nanobrücke aus Aluminium auf der Polyimid-Unterlage, betrachtet im REM (künstlich eingefärbt).

## Defekte
Trotz der hohen Auflösung der Elektronenstrahllithografie wird oft die Erzeugung von Defekten von Benutzern nicht berücksichtigt. Die auftretenden Defekte können in zwei Kategorien eingeteilt werden: datenbezogenen und physikalische Defekte.
Datenbezogene Defekte können wiederum in zwei Untergruppen eingeteilt werden. Ausblendungs- oder Ablenkungsfehler treten auf, wenn der Elektronenstrahl nicht richtig abgelenkt wird. Hingegen treten Formfehler (engl. shaping errors) in Systemen mit variabler Strahlform auf, wenn die falsche Form auf die Probe projiziert wird. Diese Fehler können entweder aus der elektronenoptischen Steuerungshardware oder den Eingabedaten herrühren. Wie zu erwarten ist, sind dabei größere Datenmengen anfälliger für datenbezogene Defekte.
Physikalische Defekte sind vielfältiger und umfassen Effekte wie die elektrostatische Aufladung der Probe (negativ oder positiv), Rückstreuung der Elektronen, Dosisfehler, Fogging (langreichweitige Reflexionen von rückgestreuten Elektronen), Ausgasung des Resists, Verschmutzungen und Strahlaufweitung. Da die Zeit für das direkte Schreiben leicht mehrere Stunden (auch über einen Tag) dauern kann, können zufällig auftretenden Fehler eher auftreten. Auch hier sind größere Datenmengen anfälliger für Defekte.

## Zukünftige Entwicklungen
Um die Probleme im Zusammenhang mit der Sekundärelektronenerzeugung zu lösen, wird es unerlässlich werden, niederenergetische Elektronen für die Belichtung des Resists zu verwenden. Die Energie der Elektronen sollte im Idealfall in der Größenordnung von nur wenigen Elektronenvolt haben. Dies wurde bereits in einer Studie mit einem ELS-System auf Basis eines Rastertunnelmikroskops gezeigt. Dabei zeigte sich, dass Elektronen mit Energien geringer als 12 eV in einen 50 nm dicken Polymer-Fotolack eindringen können. Der Nachteil bei der Benutzung niederenergetischen Elektronen ist, dass die Ausbreitung des Elektronenstrahls im Photoresist schwer zu verhindern ist. Zudem ist der Entwurf der Elektronstrahlsysteme für niedrige Strahlenergien und hohen Auflösung schwer, da die Coulomb-Abstoßung zwischen den Elektronen an Bedeutung gewinnt.
Eine Alternative ist die Verwendung von extrem hohen Energien (mindestens 100 keV), um einen Materialabtrag durch Sputtern zu erreichen. Dieses Phänomen wurde häufig in der Transmissionselektronenmikroskopie beobachtet. Allerdings handelt es sich dabei um einen sehr ineffizienten Prozess, aufgrund der ineffizienten Übertragung der Impulse aus dem Elektronenstrahl auf das Material. Dies resultiert in einem langsamen Prozess mit viel längeren Belichtungszeiten als bei der herkömmlichen Elektronenstrahllithografie. Zudem können hohe Strahlenergien das Substrat beschädigen.
Um eine verkürzte Belichtungszeit und so einen wirtschaftlichen Durchsatz von mindestens 10 Wafern pro Stunde bei der Herstellung von mikroelektronischen Schaltungen zu erreichen, werden seit einigen Jahren Ansätze erforscht, bei denen mehrere Elektronenstrahlen (engl. multi-beam lithography) gleichzeitig zum Einsatz kommen. Bei solchen Vielstrahlenschreibern sollen für die Belichtung eines 300-mm-Wafers 10.000 und mehr Strahlen Prozesszeiten von weit unter einer Stunde ermöglichen.